# Dubliner Derby
Als Dubliner Derby wird im Allgemeinen jede Begegnung zwischen zwei Mannschaften aus der irischen Hauptstadt Dublin bezeichnet, wobei zu beinahe jeder Zeit eine bestimmte Begegnung besonders herausstach, der diese Bezeichnung in besonderem Maße zukam. Dies war grundsätzlich immer dann der Fall, wenn zwei in derselben Zeitspanne ähnlich erfolgreiche Mannschaften darum wetteiferten, die „Nummer 1“ der Stadt zu sein. Seit geraumer Zeit gilt im Fußball wieder die Begegnung zwischen dem irischen Rekordmeister Shamrock Rovers und dem ältesten Dubliner Verein Bohemian Football Club – der als einziger Verein seit Gründung der League of Ireland in der Saison 1921/22 durchgehend in der höchsten Spielklasse vertreten war – als „das Dubliner Derby“ schlechthin.

## Geschichte der bedeutsamsten Dubliner Derbys
Wie im Spannungsverhältnis zwischen den Shamrock Rovers und den Bohemians Dublin galt in der Regel eine Begegnung zwischen einer Mannschaft aus dem Nord- und einer aus dem Südteil der Stadt als besonders brisant (Northside versus Southside), wobei die Liffey die Grenze dieser Zuordnung bildet. Denn beiden Seiten wird ein unterschiedliches soziales Milieu zugeschrieben: die Northside gilt grundsätzlich als ärmer und die Southside als wohlhabender. Doch diese Unterscheidung war nicht immer so und ist keineswegs durchgängig. Mit Bezug auf die erfolgreichsten Fußballvereine der Stadt stellt sich die Lage sogar diametral entgegengesetzt dar.
Die Shamrock Rovers und der Shelbourne FC wurden beide Ende der 1890er-Jahre im Dubliner Hafenviertel Ringsend (südlich der Liffey!) gegründet und entstammen eher dem „Arbeitermilieu“, wobei sich beide seit jeher durch religiöse Gegensätze unversöhnlich gegenüberstehen: Shamrock ist der Verein der Katholiken, während Shelbourne (ebenso wie der Bohemian FC) protestantische Wurzeln hat. Dagegen wurden die nördlich der Liffey beheimateten Bohemians (aus Phibsborough) und der (inzwischen nicht mehr bestehende) Drumcondra FC aus dem gleichnamigen Stadtteil traditionell mit der Mittelschicht in Verbindung gebracht. In dessen ehemaligen Stadion Tolka Park trägt seit den 1950er-Jahren der Shelbourne FC seine Heimspiele aus. Dort haben die Shamrock Rovers in der Saison 1987/88 zwar auch vorübergehend gespielt, hatten ihre festen Stadien (Glenmalure Park und Tallaght Stadium) aber immer auf der Dubliner South Side, als deren unumstrittener Repräsentant sie gelten.
In der Anfangszeit des irischen Fußballs war die Rivalität zwischen den bürgerlich geprägten Bohs und den von Dockarbeitern gegründeten Shels das große Nord-Süd-Derby der Stadt, bis es in den 1920er-Jahren durch das Duell zwischen den Bohemians und den Shamrock Rovers abgelöst wurde. Am 22. April 1945 bestritten diese beiden Mannschaften das Finale um den FAI Cup, das im Dalymount Park der Bohs vor der bei keinem anderen Pokalfinale jemals erreichten Rekordkulisse von 45.000 Zuschauern ausgetragen wurde.
Doch schon bald nach dem verlorenen Pokalfinale begann der vorübergehende Niedergang der Bohs, deren Platz als bester Verein der Dubliner Northside vom Drumcondra FC übernommen wurde, so dass das Duell zwischen Rovers und Drums zum „großen Dubliner Derby“ erwuchs. Zwischen 1946 und 1957 standen diese beiden Mannschaften sich insgesamt viermal im Pokalfinale gegenüber und konnten sich je zweimal durchsetzen, während die Bohemians in den 22 Jahren zwischen 1948 und 1969 sich nicht einmal für das Pokalfinale qualifizieren konnten. Ihnen gelang in den 1940er-, 1950er- und 1960er-Jahren auch kein einziger Meistertitel, während die Drums zwischen 1948 und 1965 fünf Meistertitel gewannen. Die Rovers waren im selben Zeitraum viermal erfolgreich.
Die erneute Wende trat Ende der 1960er- / Anfang der 1970er-Jahre ein, als der Bohemian FC sich entschloss, endlich den Amateurstatus aufzugeben und wenige Jahre später der Drumcondra FC aufgelöst wurde. Dadurch wurde das Duell zwischen Bohs und Rovers wieder zum großen Nord-Süd-Gipfel der Stadt. Ein besonders pikanter Aspekt war die Tatsache, dass die Rovers ihre Heimspiele in den Spielzeiten 1988/89 und 1989/90 im Dalymount Park des Erzrivalen auf Dublins North Side austragen mussten, nachdem der Verein nach dem Verlust des Glenmalure Park heimatlos geworden war.
Ein besonders erinnerungswürdiges Derby zwischen den Rovers und den Bohs fand am 28. Januar 2001 statt, als die Rovers nach einer 4:1-Pausenführung das Spiel noch mit 4:6 verloren.